# Името на розата
„Името на розата“ (на италиански: Il nome della rosa) е първият роман на Умберто Еко, завършен през 1980 година.
Главни герои в романа са францисканският монах Уилям и неговият послушник – бенедиктинецът Адсон.
Действието се развива през 14 век в манастир в Северна Италия: Уилям, бивш член на Светата инквизиция, известен с логичната си мисъл и дипломатическия си такт, е натоварен да организира среща между враждуващите представители на римския папа и тогавашния император.
Но в манастира – и особено в неговата библиотека – започват да се случват странни неща: убийства, самоубийства, мистериозни събития... Обстановка, напълно неподходяща за среща на високо ниво. Сюжетът се върти около един ръкопис от специалната секция на библиотеката, тази където са книгите със спорна правилност, до които не всеки има достъп. Този ръкопис присъства при всеки смъртен случай и Уилям търси какво е неговото значение. Но книгата има една много голяма несюжетна част – обясненията на Уилям, предизвикани от въпросите на Адсон. Това са по-скоро цели завършени лекции на историко-обществено-етично-религиозно-философски теми.
Филмовата адаптация на романа излиза през 1986 г. Ролята на Уилям се играе от Шон Конъри, а тази на Адсон от Крисчън Слейтър.

## Сюжет
Внимание:  Текстът по-долу разкрива сюжета на произведението (или части от него)!

### I ден
Утро в края на ноември 1327 г. Сняг. Стръмна пътека около планината. Манастир, обгърнат от зидове, с висока осмоъгълна постройка – Здание, с кула на всеки ъгъл. Яздейки мулета, приближават двама души. Единият е учен францисканец, монахът Уилям от Баскервил, около 50-годишен, слаб и висок; очи остри, пронизващи; тънък, малко гърбав нос; дълго, осеяно с лунички лице; кичури жълтеникави косми, издаващи се от ушите му, с гъсти руси вежди. Другият – негов ученик, послушникът Адсон, бенедиктинец.
Двамата срещат група монаси от манастира, сред които и Ремиджо – ключарят. Уилям показва прозорливост, че хората търсят Брунело – най-хубавия кон на манастира, описва го съвсем точно и показва накъде е тръгнало животното. Ратаите го намират и изпреварват гостите, за да известят пристигането им.
Абат Абон ги посреща подобаващо в манастира. Оглед на обстановката. Адсон и учителят му са настанени в килията си. Абон влиза да разговаря с Уилям. Абатът, запознат с факта, че гостът му е бивш инквизитор с добра проницателност, иска от него да разреши една загадка – трупът на Аделмо, млад монах, миниатюрист, e бил намерен под склона до източната кула на Зданието, без да се знае откъде е паднал или дори бутнат. Предположението, че сред манастира се разхожда убиец, е по-тревожно от едно самоубийство. Мъртвият е бил последно в Зданието: на първия етаж са кухните и трапезарията, на втория – скрипторият, а на третия – библиотеката. Тук Уилям научава, че на монасите е забранено да ходят в библиотеката, а през нощта помещенията се изпълвали със странни сили. Единствено библиотекарят може да ходи там и да дава книги на желаещите, ако прецени. Абатът излиза.
В църквата, опиянени от изящните рисунки и чудните скулптури, гостите срещат Салваторе – един странен монах, приличащ на скитник, и обменят няколко думи. Срещат билкаря Северин. Разговарят за растения и хора от манастира.
Уилям и Адсон отиват в скриптория, където работят преписвачи и миниатюристи. Срещат библиотекаря Малахий; запознават се с Беренгарий – помощник-библиотекаря, Венанций, Бенций, Аймаро и други монаси. Уилям си слага очила – новост за това време и място, за да види каталога на книгите в библиотеката и писалището на Аделмо. Невинен смях заради фантазните миниатюри на покойника предизвиква недоволството на Хорхе – сляп старец, ненавиждащ смеха. Защото Божият син никога не се смял, разказвал е само притчи, а не басни и комедии. Слепецът споменава за появата на Антихриста.
Вечерта настъпва и всички напускат Зданието. Уилям и Адсон се разхождат в двора. Запознават се със стъкларя Никола и Уилям си поръчва нови очила. Стъкларят споменава за виденията в библиотеката. Гостите отиват в трапезарията. Всички вечерят. Представяне на Уилям и мисията му. Двамата с Адсон се отправят към килията си.

### II ден
По тъмно монасите стават да се молят. Ратаи известяват за нов мъртвец – Венанций, забучен с главата надолу в делва със свинска кръв. Това не е самоубийство. Бил е мъртъв, когато са го потопили. Възможно отравяне. Някой го е влачил от Зданието дотук.
Уилям и Адсон отиват в скриптория, до масата на Венанций. Разговор с Хорхе за смеха, а с Бенций – за интимни отношения между Аделмо и Беренгарий. Миниатюристът се самоубива от угризения.
Най-старият монах Алинардо им съобщава как да влязят в библиотеката-лабиринт – пъхаш пръсти в очите на един череп от олтара към костницата. Старецът свързва мъртъвците със седемте тръби на Антихриста.
Вечерта Уилям и Адсон влизат в костницата през тайния вход. Стигат до скриптория и установяват, че липсва една книга на гръцки от масата на Венанций. От един изпаднал ръкопис след неволно докосване до пламъка на свещ се появяват странни знаци. Прибират листа. В тъмното край тях минава някой, открадва очилата на учения и избягва. Уилям и Адсон отиват в библиотеката – сложна система от много стаи, всяка с по няколко врати, а за всяко помещение има надпис на латински. Послушникът се уплашва от отражението си в криво огледало. По-късно пак той е привлечен от странни светлини и опиaти, получава видения и припада. Съвзема се и двамата по чудо успяват да намерят изход от лабиринта.

### III ден
В килията на Беренгарий е намерено парче кървав плат. Уилям превежда тайнствения текст: „Ръката върху идола натиска първия и седмия от четирите“. От двора Уилям и Адсон успяват да направят план на библиотеката. По същия начин Бог е създал света отвън, а ние, които сме в него, не можем да го разберем.
Послушникът отива в библиотеката да разглежда книги и на връщане заварва в кухнята двама души. Единият избягва, а другият се оказва млада и красива жена. Девойката съблазнява Адсон и той за пръв и последен път в живота си изпитва насладата от плътската любов. Поддал се на изкушението, младежът дълго ще се пита грях ли е това, но блаженото чувство няма да изчезне. Той заспива, момичето си тръгва, а по-късно Уилям намира ученика си. Адсон се изповядва.
На сутринта двамата отиват в баните и намират удавения Беренгарий.

### IV ден
Всички разбират за мъртвеца. Пръстите и езикът на двама от покойниците – Венанций и Беренгарий, са начернени с някакво тъмно вещество – докосвали са се до едно и също нещо.
Гостите научават, че Салваторе осигурява момичета на Ремиджо през нощта и за интимни отношения между монасите. Венанций е бил мъртъв в кухнята. Очилата на Уилям са намерени у Беренгарий, а Никола му носи още един чифт. Ученият превежда целия пергамент, но става още по-неясно: „Страшната отрова, която пречиства... Най-доброто средство, за да унищожим врага...“.
В манастира пристига делегация на миноритите (францисканците). Религиозни разговори. Пристига и втора делегация – хората на папата. Вечеря за всички.
Нощ. Уилям и Адсон отиват отново в библиотеката. Разглеждат книги и довършват плана на помещенията с вратите и началните букви на изреченията по стените. Зад голямото огледало има стая, но не могат да влязат. Напускат помещенията.
Салваторе и момичето, съблазнило Адсон, са заловени.

### V ден
Заседание на всички монаси. Спорове за бедността на Христос и други теми. Северин казва на Уилям, че е намерил някаква особена книга в лабораторията си. Билкарят се прибира там, а ученият се връща при делегациите. По-късно Северин е намерен убит, ударен смъртоносно по главата. Заподозрян е Ремиджо, който е бил вътре и е търсел нещо. Уилям и Адсон научават от Бенций, че и Малахий е бил вътре, но се измъква в хаоса. Започват да търсят тайнствената книга, мислейки, че трябва да е на гръцки, подминавайки търсената подвързия с различни ръкописи. Твърде късно, някой вече е взел книгата.
В заседателната зала се води дело срещу Ремиджо. Салваторе признава, че с ключаря са били еретици, за да смекчи своето положение. Ремиджо е осъден и отведен като еретик, Салваторе е задържан за свидетел, а девойката ще бъде изгорена на клада като вещица.
Бенций казва на Уилям, че е взел книгата и я е дал на Малахий, за да стане помощник-библиотекар.

### VI ден
По време на сутрешната молитва Малахий пада мъртъв на земята с почернели пръсти и език.
Никола развежда Уилям и Адсон в съкровищницата. Абон освобождава учения и му казва да напусне манастира на другия ден.
Вечерта Уилям и Адсон отново отиват към библиотеката. Чуват приглушени удари – някой е залостен в таен проход към Зданието. Стигат до огледалото, и разгадали какво значи да натиснат „първия и седмия от четирите“, натискат букви от думата над него и се озовават в тайно помещение.

### VII ден
В тайната стая ги очаква слепият Хорхе. Научават, че абатът е заклещен, без въздух и без изход. Слепецът е контролирал целия живот в манастира. Хорхе дава на Уилям тайната книга да я разгледа. Ученият е с ръкавици, защото е разгадал нейната тайна – листите на книгата са намазани с отрова и който я разгръща, се отравя.
Оказва се, че Аделмо се е самоубил. Венанций открадва книгата и става нейната първа жертва в кухнята. Беренгарий пуска мъртвеца в делвата с кръв, но и той се отравя. Малахий е подтикнат да убие Северин и връща книгата, но е следващата жертва. В пергамента е написано, че чрез смеха човек не се страхува, дори и от Бог, че атеизмът ще завладее вярващите. Хорхе взема ръкописите, къса ги и започва да ги дъвче обезумял. Изгася светилника и побягва, искайки да затвори натрапниците в помещението. Гостите подгонват слепеца, но светилникът запалва няколко книги. Библиотеката пламва, а след нея и всички постройки. Манастирът е обречен, обхванат от пламъци.
Уилям и ученикът му си тръгват, след което се разделят завинаги.
Години по-късно, Адсон се връща край останките на манастира. Спомняйки си една трагична седмица изрича: „Някогашната роза остана само в името; ние запазваме само името“...

## Издания на български
- Името на розата. Превод Никола Иванов. София: Народна култура, 1985, 604 с.
- Името на розата. Превод Никола Иванов. София: Парадокс, 1993, 492 с.
- Името на розата. Превод Никола Иванов. София: Бард, 2002, 526 с.
- Името на розата. Превод Никола Иванов. София: Труд, 2005, 472 с.

## Българска рецепция
- Още преди българския превод критичен текст за романа като представител на постмодерната литература пише Никола Георгиев („Окървавени раса и...“ – сп. Пламък, 1983, 2).
- Знеполски И., У. Еко и Уханието на розата, София: Наука и изкуство, 1987 (с подзаглавие: „семиотичен поглед към романизиране на семиотиката“)
- В началото на 90-те години на ХХ век в Софийския университет се провежда семинар, посветен на прочит на романа в контекста на средновековната философия. Ръководител на семинара е проф. Цочо Бояджиев.